# Trollsvallsjön
Trollsvallsjön är en sjö i Hudiksvalls kommun i Hälsingland och ingår i Delångersåns huvudavrinningsområde. Sjön avvattnas av vattendraget Bjuransbäcken. Sjöns area är 0,2392 kvadratkilometer och den befinner sig 155,4 meter över havet.

## Delavrinningsområde
Trollsvallsjön ingår i det delavrinningsområde (685181-153233) som SMHI kallar för Utloppet av Trollsvallssjön. Medelhöjden är 187 meter över havet och ytan är 5,9 kvadratkilometer. Det finns inga avrinningsområden uppströms utan avrinningsområdet är högsta punkten. Bjuransbäcken som avvattnar avrinningsområdet har biflödesordning 4, vilket innebär att vattnet flödar genom totalt 4 vattendrag innan det når havet efter 59 kilometer. Avrinningsområdet består mestadels av skog (83 procent). Avrinningsområdet har 0,36 kvadratkilometer vattenytor vilket ger det en sjöprocent på 6 procent.